# 岡村浩二
岡村 浩二（おかむら こうじ、1940年〈昭和15年〉11月10日 - 2023年〈令和5年〉1月29日）は、中国・天津市生まれ、香川県丸亀市出身のプロ野球選手（捕手）。
1972年の登録名は岡村 幸治、1974年の登録名は岡村 浩司（ともに読み同じ）。

## 経歴

### プロ入りまで
中国・天津市生まれで、6歳の時に丸亀に引き揚げる。高松商業高校では同期の石川陽造とバッテリーを組み、甲子園に2回出場を果たす。1957年には春の選抜に出場。準々決勝で倉敷工の渡辺博文に完封を喫する。
3年生時の1958年は春季四国大会決勝に進み、エース板東英二を擁する徳島商と対戦。石川、板東が互いに無失点で投げ合い延長25回に進むが、最後は岡村の適時打などで2-0と勝ち越し優勝を飾る。同年夏の県予選決勝で高松一高を降し、夏の選手権に出場。この大会でも準々決勝まで進むが、作新学院に1-2で惜敗。同年の富山国体にも出場、決勝まで進むがまたも作新学院に敗れる（日程が雨天順延で遅れ、決勝はオープン戦となり記録上は二校優勝）。

### 現役時代
石川とは立教大学でもチームメイト同士であったが、岡村は2年で中退し、1961年に阪急ブレーブスに入団。プロ入り3年目の1963年にはレギュラーに定着、規定打席（28位、打率.234）にも到達し、打率こそ低いが一発長打を秘めたバッティングを武器に活躍した。1964年にはオールスターゲームに出場。この頃には野村克也（南海）の影に隠れながらも、パ・リーグを代表する捕手の一人となっていた。しかし怪我や故障による欠場も多く、1965年以降の3年間は規定打席に到達していない。
1967年からのリーグ3連覇にも、主力捕手として貢献した。同年の巨人との日本シリーズでは最終第6戦に城之内邦雄から本塁打を放つなど、18打数6安打2打点と活躍。1969年には自己最高の打率.262（リーグ24位）を記録、ライバル・野村を押しのけて初のベストナインを受賞する。だが同年の日本シリーズ第4戦では、球審・岡田功の判定に激怒し、岡田を殴って日本シリーズ史上初の退場処分を受けている（※後述）。
1971年7月17日にオールスター第1戦（阪急西宮スタジアム）にて江夏のオールスター9連続奪三振の8番目の三振を喫し、江夏の速球を「スピード違反」と表現した。この年もリーグ優勝を経験したが、同年オフに種茂雅之との珍しい「正捕手＋立教大学出身同士」の交換トレードで、阪本敏三・佐々木誠吾と共に東映フライヤーズへ移籍（阪急へは種茂と共に大橋穣も移籍）。ここでは加藤俊夫の控えに回るが、日拓ホーム時代には高橋直樹とバッテリーを組んでノーヒットノーランを達成している（1973年6月16日対近鉄戦、後楽園球場）。移籍後は腰痛悪化で出場機会が次第に減り、チームの親会社が日本ハムに変わった1974年のシーズン途中で現役引退した。

### 引退後
引退後は、故郷に近い高松市の古馬場で、「野球鳥・おかむら」という名の飲食店を経営していた。店長は次男に任せ、自身は高松市内にスナック『29（ツーナイン）』を開業し、実業家として活動した。次男の名前は野村克也に了承を貰って克也と命名した。
2023年1月29日、肺がんのため、高松市内の病院で死去。82歳没。死去から3か月後の4月29日に高松市内のホテルで、高松商業高校野球部OB回主催による「お別れの会」が実施。

## 選手としての特徴
岡村はダンカンとの対談で「野村さんに勝てるのは顔だけだった」と冗談で振り返っているが、当の野村は高卒の名捕手として岡村の名前を挙げている。なお、岡村は立教大中退である。

## 日本シリーズでの退場
1969年10月30日の読売ジャイアンツ（巨人）対阪急ブレーブス（阪急）の日本シリーズ第4戦（後楽園）において、岡村は日本シリーズ史上初の退場処分を受けた。
4回裏の巨人の攻撃は無死一・三塁の場面で、一塁走者・王貞治と三塁走者・土井正三がダブルスチールを敢行する。阪急の二塁手・山口富士雄が本塁に送球し、捕手の岡村が土井と衝突、土井は岡村に跳ね飛ばされた形となったためアウトと思われたが、球審の岡田功は「セーフ」の判定を下した。この判定に岡村は激昂して岡田を殴打し、日本シリーズ史上初の退場処分を受けた（なお、2012年に多田野数人（北海道日本ハムファイターズ）が危険球で史上2人目の退場処分を受けている）。
モニター映像でもアウトと思われたが、試合後に土井の足が岡村のブロックによって跳ね飛ばされる前に本塁のベースを踏んでいる写真が報道され、岡田の判定が正しい事が証明された。ただし岡村は後日放送された特番で「いまでもアウトだと思っている。長いことプロで活躍したのにあの場面ばかり出されるのは無念だ」と述べている。だが岡村と土井は奇しくも大学の先輩・後輩の関係（岡村が2学年上）にあり、岡村は「大学の後輩と言う事で、土井に対して甘くなってしまった。」とも語っている。
当時巨人の監督だった川上哲治も、同年11月3日付読売新聞掲載の手記で、「瞬間的に判定に不満をいだいた岡村君の行為はわからないではない」と認めている。また、当時巨人の選手であった瀧安治でさえも、『暴れん坊列伝 - プロ野球乱闘史』の中で、「たった一度の間違いで彼を評価してはならない。幾多もの苦労を乗り越え、あのブロックを作り上げ、あれほどまでにナインから全幅の信頼を置かれた姿こそが岡村の本当の姿である」と評している。

## 人物
フランク永井と仲が良かった。現役時代にEPレコード『夜の大阪別れ雨』をリリースしている。同い年の張本勲は「歌が抜群に上手く、声も歌い方もフランク永井さんとそっくりだった」と評している。

## 詳細情報

### 年度別打撃成績
| 年 度      | 球 団              | 試 合 | 打 席 | 打 数 | 得 点 | 安 打 | 二 塁 打 | 三 塁 打 | 本 塁 打 | 塁 打 | 打 点 | 盗 塁 | 盗 塁 死 | 犠 打 | 犠 飛 | 四 球 | 敬 遠 | 死 球 | 三 振 | 併 殺 打 | 打 率 | 出 塁 率 | 長 打 率 | O P S |
| ---------- | ------------------ | ----- | ----- | ----- | ----- | ----- | -------- | -------- | -------- | ----- | ----- | ----- | -------- | ----- | ----- | ----- | ----- | ----- | ----- | -------- | ----- | -------- | -------- | ----- |
| 1961       | 阪急               | 90    | 203   | 187   | 14    | 34    | 3        | 3        | 0        | 43    | 10    | 1     | 0        | 4     | 0     | 11    | 0     | 1     | 55    | 4        | .182  | .231     | .230     | .461  |
| 1962       | 阪急               | 40    | 66    | 58    | 2     | 7     | 0        | 0        | 0        | 7     | 5     | 1     | 0        | 5     | 2     | 1     | 1     | 0     | 7     | 4        | .121  | .131     | .121     | .252  |
| 1963       | 阪急               | 136   | 466   | 428   | 31    | 100   | 16       | 0        | 8        | 140   | 34    | 3     | 3        | 5     | 1     | 26    | 1     | 6     | 83    | 12       | .234  | .286     | .327     | .613  |
| 1964       | 阪急               | 148   | 508   | 456   | 30    | 104   | 20       | 1        | 9        | 153   | 52    | 1     | 1        | 10    | 7     | 30    | 0     | 5     | 70    | 15       | .228  | .279     | .336     | .615  |
| 1965       | 阪急               | 107   | 283   | 248   | 16    | 44    | 7        | 0        | 6        | 69    | 22    | 0     | 3        | 5     | 4     | 23    | 0     | 3     | 58    | 9        | .177  | .252     | .278     | .530  |
| 1966       | 阪急               | 105   | 290   | 258   | 16    | 59    | 7        | 0        | 3        | 75    | 19    | 3     | 1        | 1     | 2     | 26    | 0     | 3     | 69    | 4        | .229  | .304     | .291     | .595  |
| 1967       | 阪急               | 103   | 333   | 306   | 21    | 68    | 7        | 0        | 11       | 108   | 34    | 0     | 1        | 6     | 4     | 14    | 2     | 3     | 61    | 11       | .222  | .260     | .353     | .613  |
| 1968       | 阪急               | 123   | 449   | 405   | 36    | 99    | 12       | 0        | 15       | 156   | 48    | 0     | 1        | 4     | 2     | 33    | 4     | 5     | 45    | 14       | .244  | .308     | .385     | .693  |
| 1969       | 阪急               | 121   | 443   | 404   | 39    | 106   | 12       | 0        | 15       | 163   | 61    | 1     | 3        | 5     | 2     | 26    | 3     | 6     | 59    | 9        | .262  | .315     | .403     | .719  |
| 1970       | 阪急               | 114   | 361   | 327   | 23    | 75    | 9        | 0        | 7        | 105   | 35    | 0     | 2        | 6     | 0     | 23    | 1     | 5     | 37    | 9        | .229  | .290     | .321     | .611  |
| 1971       | 阪急               | 125   | 452   | 401   | 33    | 89    | 13       | 0        | 7        | 123   | 50    | 4     | 5        | 4     | 1     | 37    | 5     | 9     | 44    | 19       | .222  | .301     | .307     | .608  |
| 1972       | 東映 日拓 日本ハム | 65    | 138   | 126   | 3     | 25    | 7        | 0        | 1        | 35    | 12    | 0     | 0        | 2     | 2     | 6     | 0     | 2     | 14    | 6        | .198  | .243     | .278     | .520  |
| 1973       | 東映 日拓 日本ハム | 72    | 185   | 159   | 11    | 33    | 4        | 0        | 3        | 46    | 13    | 0     | 3        | 0     | 1     | 23    | 2     | 2     | 20    | 6        | .208  | .314     | .289     | .603  |
| 1974       | 東映 日拓 日本ハム | 21    | 32    | 30    | 0     | 5     | 2        | 0        | 0        | 7     | 0     | 0     | 0        | 0     | 0     | 0     | 0     | 2     | 6     | 0        | .167  | .219     | .233     | .452  |
| 通算：14年 | 通算：14年         | 1370  | 4209  | 3793  | 275   | 848   | 119      | 4        | 85       | 1230  | 395   | 14    | 23       | 57    | 28    | 279   | 19    | 52    | 628   | 122      | .224  | .284     | .324     | .608  |

- 各年度の太字はリーグ最高
- 東映（東映フライヤーズ）は、1973年に日拓（日拓ホームフライヤーズ）に、1974年に日本ハム（日本ハムファイターズ）に球団名を変更

### 表彰
- ベストナイン：1回 （捕手部門：1969年）

### 記録
節目の記録
- 1000試合出場：1970年5月22日 ※史上145人目

その他の記録
- オールスターゲーム出場：5回 （1964年、1967年、1969年 - 1971年）

### 背番号
- 39 （1961年）
- 29 （1962年 - 1971年、1973年 - 1974年）
- 23 （1972年）

### 登録名
- 岡村 浩二 （1961年 - 1971年、1973年）
- 岡村 幸治 （1972年）
- 岡村 浩司 （1974年）